# أوبانغي

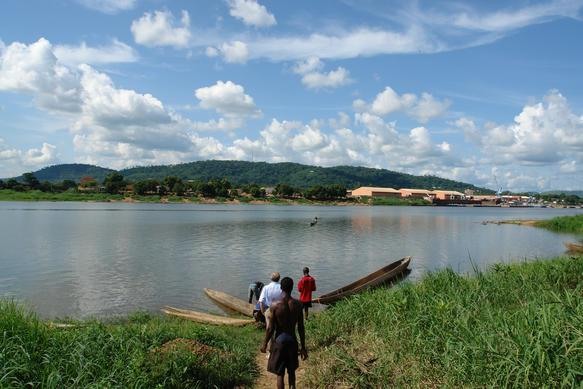
نهر أوبانغي في ضاحية بانغوي.

يعتبر نهر أوبانغي (/[invalid input: 'icon'][invalid input: 'ju:']ˈbæŋɡi/ أو /uːˈbæŋɡi/)، والذي ينطق كذلك أووبانغوي، أكبر الروافد ذات الضفة اليمنى لـ نهر الكونغو في وسط إفريقيا. وهو يبدأ من التقاء مبومو ونهر أويلي ويتدفق في اتجاه الغرب، ثم يميل إلى الجنوب الغربي ويمر عبر بانغوي، وبعد ذلك يتجه إلى الجنوب حتى الكونغو عند ليارنغا. ويقدّر طول نهر أوبانغي بحوالي 1,060 كيلومتر (660 ميل). ويقدّر طوله، مع إضافة نهر أويلي، أكبر روافده، بـ 2,270 كيلومتر (1,410 ميل). بينما تقدّر سعة حوض تصريف نهر أوبانغي بـ 772,800 كيلومتر مربع (298,400 ميل2)، ويضم أجزاء من جمهورية الكونغو الديمقراطية، وجمهورية إفريقيا الوسطى، وجمهورية الكونغو. يتراوح معدل التدفق الخاص به في بانغوي ما بين حوالي 800 متر مكعب في الثانية (28000 قدم مكعب في الثانية) إلى 11000 متر مكعب في الثانية (390000 قدم مكعب في الثانية)، بمعدل تدفق يصل إلى حوالي 4000 متر مكعب في الثانية (140000 قدم مكعب في الثانية).
ويمثل هذا النهر، مع نهر الكونغو، شريانًا مائيًا لنقل القوارب النهرية بين بانغوي وبرازافيل.
يحدد نهر أوبانغي، بدءًا من مصدره وحتى 100 كيلومتر (62 ميل) أسفل بانغوي، الحدود التي تفصل بين جمهورية إفريقيا الوسطى وجمهورية الكونغو الديموقراطية (DRC). وبعد ذلك، يكوّن الحدود التي تفصل بين جمهورية الكونغو الديمقراطية وجمهورية الكونغو، حتى يصل إلى مصبه في نهر الكونغو.

مخطط التحويل المائي.

في ستينيات القرن الماضي،[بحاجة لمصدر] تم اقتراح خطة لتحويل المياه من أوبانغي إلى نهر شاري الذي يصب في بحيرة تشاد. ووفقًا للخطة، تساهم مياه أوبانغي في إحياء تلك البحيرة و في ضمان مصدر رزق في مجال صيد الأسماك والزراعة المتقدمة لعشرات الملايين من سكان إفريقيا الوسطى والساحل. وقد تم اقتراح مخططات نقل مياه الحوض البينية في ثمانينيات وتسعينيات القرن الماضي بواسطة المهندس النيجيري ج. أومولا (ZCN) وشركة استصلاح أراضٍ إيطالية (تحويل مياه). وفي 1994، اقترحت لجنة حوض بحيرة تشاد (LCBC) مشروعًا مشابهًا، وفي قمة مارس 2008، أقر رؤساء الدول الأعضاء في لجنة حوض بحيرة تشاد مشروع التحويل. وفي إبريل 2008، أعلنت لجنة حوض بحيرة تشاد طلبًا لتقديم اقتراحات لدراسة الجدوى.

## وصلات خارجية
- Map showing the Ubangi Subbasin at World Resources Institute
- International Commission of the Congo-Oubangui-Sangha Bassin[وصلة مكسورة]